# Trio Soli Sono
Das Trio Soli Sono ist ein Querflötenensemble mit dem Instrumentarium von Piccolo bis Bassflöte. Das Ensemble widmet sich der Interpretation und Aufführung der Flötentrios vom Barock bis hin zur Neuen Musik mit Schwerpunkt auf Originalliteratur. Neben den konventionellen Konzerten entwickelte das Trio musikalisch-szenische Darstellungen mit Kostümen, literarisch-musikalische Performances mit Schauspielern und Erzählern sowie Joint Venture-Projekte mit anderen Musikern und Ensembles, auch aus den Bereichen Jazz und Improvisierte Musik.

## Biografie
Das Trio Soli Sono wurde 1992 von Natalie Becker, Johanna Daske und Olaf Futyma gegründet und ist bis heute in unveränderter Besetzung geblieben. 
Die erste Tournee führte das neugegründete Ensemble nach Polen. Seitdem konzertierte Trio Soli Sono in vielen Ländern Europas, in Südamerika und Südostasien. Die Konzertreisen begleiteten Interpretationskurse sowie Workshops über zeitgenössische Spieltechniken und Trioliteratur, die u. a. von Mitgliedern des NationalSymphonieorchesters Quito, des National Symphonieorchesters La Paz und Schülern und Studenten des Franz-Liszt-Konservatoriums La Paz besucht wurden. Das Ensemble wurde zu Musikfestivals wie Warschauer Herbst, Musica Polonica Nova Breslau, Europäisches Flötenfestival Frankfurt a. M., Düsseldorfer Altstadtherbst, Rheinisches Musikfest, Musikbiennale Rotterdam, Neue Musik Tage Lüneburg eingeladen. Als deutsche Kulturrepräsentanten spielten die drei Flötisten auf Einladung der Deutschen Botschaften in Paris (Aachen-Tag in Paris), Jakarta (Tag der Deutschen Einheit), Quito und La Paz.
Im Jahr 2011 wurde Trio Soli Sono für das Eröffnungskonzert der Konzertreihe Kontem Ucha in die Artur-Rubinstein-Philharmonie, Łódź in Polen eingeladen. Bei internationalen Kammermusikwettbewerben in Italien war das Trio Preisträger beim "Premio Rovere d’Oro" und wurde beim "Franz Schubert-Musikwettbewerb" ausgezeichnet. Das Ensemble spielte CDs überwiegend mit Ersteinspielungen ein: „Musik für drei Flöten“, „von bach bis african groove“ bei LUX und „Medusa“ bei DUX. Live-Auftritte, Interviews und Aufnahmen des Trios wurden von Fernseh- und Rundfunkanstalten wie WDR, Sender Freies Berlin, Deutschlandradio Kultur, Polskie Radio II, Red Uno La Paz und Radio Quito gesendet.
Trio Soli Sono inspirierte viele Komponisten Werke für diese Besetzung zu schreiben. Einige Kompositionen entstanden in enger Zusammenarbeit mit dem Ensemble und wurden ihm gewidmet. Das Trio kann heute auf fast 40 Uraufführungen zurückblicken und hat damit zur Erweiterung des Repertoires für drei Flöten beigetragen.

## Schwerpunkte
- die Etablierung des Flötentrios als gängige Kammermusikbesetzung auf der Konzertbühne und die Verbreitung der originalen Flötentrioliteratur
- der intensive Dialog mit Komponisten der Gegenwart und die Erweiterung der Literatur für diese Besetzung
- die Entwicklung und Pflege von Konzertformen mit Einbezug von mehreren Kunstsparten
- die Transparenz und Erfahrbarkeit der neuen Tonsprachen

## Diskografie
- Medusa - Musik von Witold Szalonek (DUX 0880 / BR 1010), 2011
- von bach bis african groove - Musik von C.Ph. Bach, A. Reicha, F. Kuhlau, A. Dvorak, G. Fauré, F. Graef (tribord studio berlin / Lux - LC 01052), 2004/2010
- Warsaw Autumn International Festival of Contemporary Music - Poseidon und Medusa Musik von Witold Szalonek (Accord Warschau), 2001
- Alte Welt von Albrecht Zummach - Musik von Albrecht Zummach (phonus musikproduktion - LC 10737), 2001
- Musik für drei Flöten - Musik von H. Grabner, A. Tcherepnin, H. Tomasi,W. Szalonek, J.M. Damase, L. Zempléni, M. Daske (tribord studio berlin), 1997

## Komponisten
Zusammenarbeit mit Klarenz Barlow, Martin Daske, Violeta Dinescu, Etienne Delmas, Helmut W. Erdmann, Jacquelin Fontyn, Friedemann Graef, Heribert Leuchter, Rainer Rubbert, Juan Maria Solare, Gottfried Stein, Witold Szalonek und Albrecht Zummach.

## Uraufführungen
- Martin Daske: Foliant 32 für 1–3 Flöten (2011), UA: 4. Oktober 2011
- Gottfried Stein (* 1932): 4 Stenogramme für drei Flöten, zwei Altflöten, Bassflöte (2010), UA: 1. Oktober 2010
- Gottfried Stein (* 1932): Orpheo basso für zwei Flöten, zwei Altflöten, Bass- und Kontrabassflöte (2010), UA: 1. Oktober 2010
- Heribert Leuchter (* 1954): Flinder für zwei Piccoli, drei Flöten, Alt- und Bassflöte, Kontrabassflöte (2010), UA: 1. Oktober 2010
- Alina Blonska: Für Alma für Flöte, Altflöte, Bassflöte (2006), UA: 7. Oktober 2008
- Etienne Delmas: Viscaches für zwei Flöten, Bassflöte (2008), UA: 7. Oktober 2008
- Joanna Stepalska-Spix: Wir für Piccolo, Flöte, Altflöte (2004) UA: 7. Oktober 2008
- Frank Zabel: Echoes of Light für zwei Flöten, Altflöte (2006), UA: 7. Oktober 2008
- Jürgen Sturm (* 1954): Romantik, Lady Shave, Rhinolofos, Freitag der 13., Der verrutschte Wolf, Graslied, Die Macht des Wartens, Hejo, Walzer für Anirahtak, Emm-Punkt für drei Flöten (Piccolo, Flöte, Altflöte, Bassflöte), Gesang, E-Gitarre, E-Bass, Schlagzeug, UA: 8. November 2007
- Jacquelin Fontyn: Eolus drei Flöten (Piccolo, Altflöte, Bassflöte), (2005), UA: 5. Februar 2006
- Olga Magidenko: Ein Edelstein in einer einfachen Fassung Nr. 1, op. 66 für Flöte (Piccolo), Bassflöte (2000), UA: 7. Februar 2006
- Ludger Singer: Reisetrio für drei Flöten (Piccolo, Altflöte), (2003), UA: 19. März 2006
- Jörg Wette: Metropolis für drei Flöten, Klarinette, Streicher, Klavier (1993), UA: 14. Juni 2003
- Jörg Wette: Klangbrücken für drei Flöten, Klarinette, Trompete, Streicher, Harfe, Orgel (2003), UA: 14. Juni 2003
- Rainer Rubbert: Contraerea celesta für drei Flöten (2002), UA: 29. November 2003
- Witold Szalonek: Medusas Traum von Pegasus für Flöte, Bassflöte (2001), UA: 20. Februar 2002
- Klarenz Barlow: Otodeblu für Flöte, Altflöte, Bassflöte (1990), UA: 12. April 2002
- Friedemann Graef: Die Spurensuche für Flöte, Altflöte, Bassflöte (2002), UA: 17. September 2002
- Jan Bus: Tanz ! für drei Flöten (Piccolo), (2001), UA: 27. Februar 2001
- Witold Szalonek: Poseidon und Medusa für zwei Piccoli (Altflöte, Crotales), Bassflöte (2001), UA: 25. September 2001
- Albrecht Zummach: Alte Welt für zwei Flöten (Piccoli), Bassflöte, Sänger, Tuba, Klanghölzer, Tuba, Harfe (2001), UA: 19. November 2001
- Martin Daske: readings für Altflöte, Bassflöte, Tonband (2000), UA: 26. Dezember 2000
- Etienne Delmas: Vigognes für drei Flöten (2000), UA: 26. Dezember 2000
- Juan Maria Solare: Seis Bagatellas für drei Flöten (1987), Europäische Erstaufführung: 26. Dezember 2000
- Friedemann Graef: Cirrus-Altostratus für drei Flöten (1996), UA: 14. Juni 1998
- Piotr Moss: Form XII für drei Flöten (1998), UA: 14. Juni 1998
- Rudolf Borlói: Trio für drei Flöten (1996), UA: 15. September 1996
- Martin Daske: trifluodem für zwei Flöten, Altflöte (1995), UA: 14. März 1995
- Witold Szalonek: Haupt der Medusa für drei Flöten (1992), UA: 30. April 1994

## Projekte
- Medusa -Trilogie von Witold Szalonek: musikalisch-szenische Performance für drei kostümierte Flötisten/innen (Piccolo, Flöte, Altflöte, Bassflöte, Crotales) mit/ohne Erzählerin
- Army Potens: musikerzählerische Performance über Karl den Großen für drei Flöten (Piccolo, Flöte, Altflöte, Bassflöte), Schlagzeug, hohen Tenor und Erzählerin Kompositionen von A. Blonska, G. Fauré, R. Delanoff, A. Reicha
- Novembersturm: Joint Venture Projekt mit Trio Soli Sono (Piccolo, Flöte, Altflöte, Bassflöte) und Sturm-Jazzquartett (Gesang, Gitarre, E-Bass, Percussion, Glockenspiel) Kompositionen von Jürgen Sturm
- Flötenfusion: Joint Venture Projekt mit Trio Soli Sono/Arcadie-Quartett/Gast mit Werken für sechs bis acht Flöten (Piccolo, Flöte, Altflöte, Bassflöte, Kontrabassflöte) Kompositionen von V. Dinescu, H. Leuchter, W. Offermans, G. Stein, R. Najfar
- Mobiles Konzert: Bespielung von räumlich verteilten Bildern, Skulpturen oder Gegenständen im Rahmen von Ausstellungen oder Konzerten mit darauf abgestimmten Werken vom Barock bis zur Moderne oder Improvisationen.

## Weblink
- - Trio Soli Sono